# فهرست پیرترین انسان‌ها با عمر تأییدشده

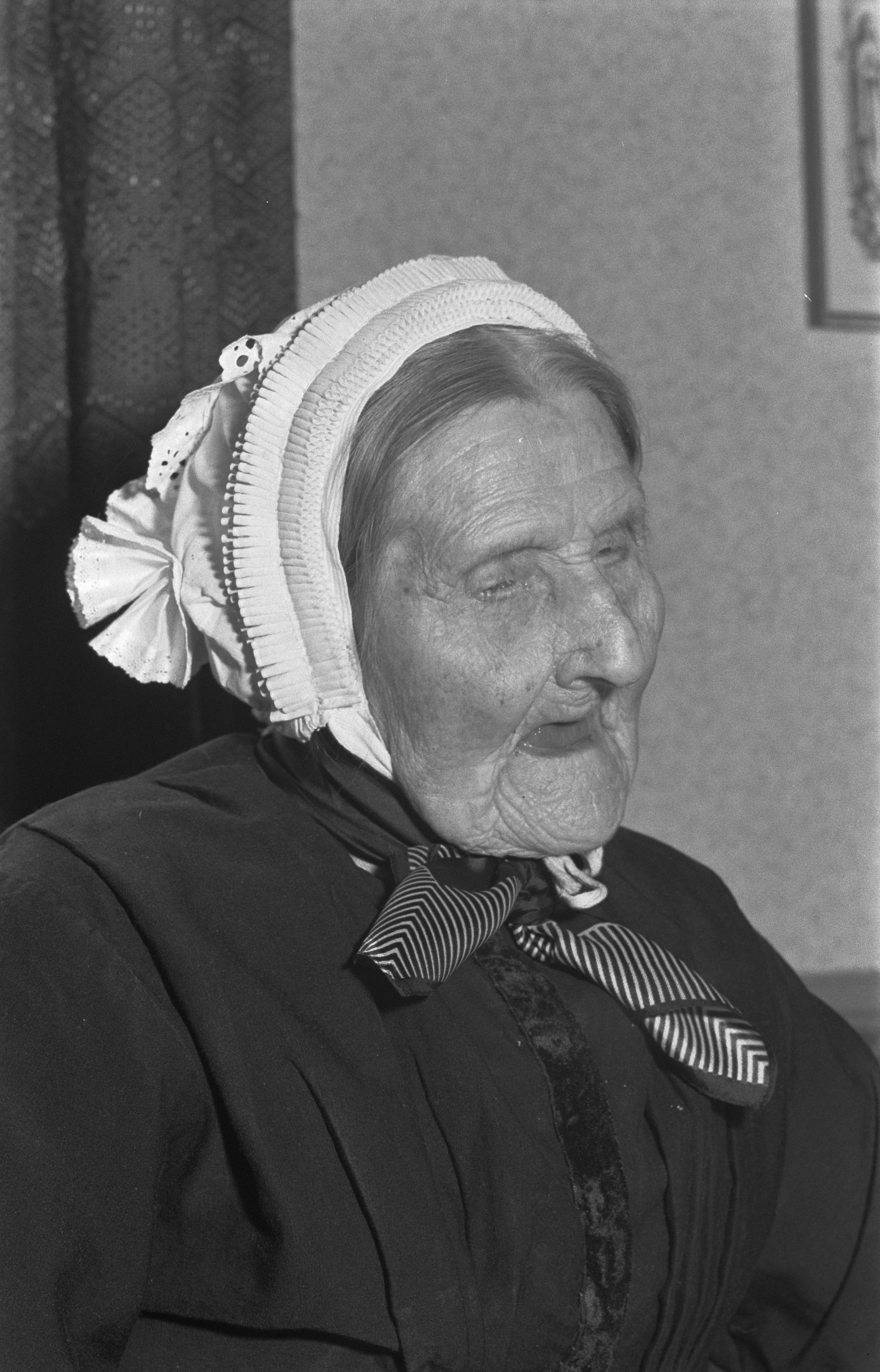
پیرترین انسان‌ها با عمر تأییدشده

فهرست پیرترین انسان‌ها با عمر تأییدشده شامل صد انسانی است که در طول تاریخ، درازترین طول عمر تأییدشده را داشته‌اند. پیرترین انسان در این فهرست، زن فرانسوی، ژان کالمان (۱۸۷۵–۱۹۹۷) است.
هم‌اکنون ۱۲ ابرصدساله زنده تأییدشده در دنیا وجود دارد که بیش از ۱۱۴ سال طول عمر دارند؛ امّا در این فهرست، تنها از چهارابرصدسالهٔ زنده بیش از ۱۱۴ سال نام برده شده‌است که پیرترین آن‌ها زن ژاپنی، کین تاناکا (متولد ۱۹۰۳) با سن ۱۲۲ سال، ۲۲۳ روز است. او در روز ۲۲ ژوئیه ۲۰۱۸ پس از مرگ چیو میاکوی ۱۱۷ ساله به این مقام دست یافت. او در روز ۱۸ آوریل ۲۰۲۲ درگذشت. در این فهرست تعداد زن‌های سالخورده به مراتب بیشتر از مردها است. 

## فهرست پیرترین انسان‌ها با عمر تأییدشده
درگذشته
      زنده

      بیشترین طول عمر تأیید شده

†^  نشان‌دهندهٔ سن در زمان مرگ است، یا در صورت زنده‌بودن، سن را تا تاریخ ۱۳ اوت ۲۰۲۵ نشان می‌دهد.

| رتبه | نام                           | جنسیت | تاریخ تولد        | تاریخ مرگ       | سن[†]            | جای مرگ یا زندگی       |
| ---- | ----------------------------- | ----- | ----------------- | --------------- | ---------------- | ---------------------- |
| ۱    | ژان کالمان                    | زن    | ۲۱ فوریه ۱۸۷۵     | ۴ اوت ۱۹۹۷      | ۱۲۲ سال، ۱۶۴ روز | فرانسه                 |
| ۲    | نبی تاجیما                    | زن    | ۴ اوت ۱۸۹۸        | ۲۱ آوریل ۲۰۱۸   | ۱۲۰ سال، ۲۶۰ روز | ژاپن                   |
| ۳    | کین تاناکا                    | زن    | ۲ ژانویه ۱۹۰۳     | ۱۹ آوریل ۲۰۲۲   | ۱۱۹ سال، ۱۰۷ روز | ژاپن                   |
| ۴    | سارا کناوس                    | زن    | ۲۴ سپتامبر ۱۸۸۰   | ۳۰ دسامبر ۱۹۹۹  | ۱۱۹ سال، ۹۷ روز  | ایالات متحده آمریکا    |
| ۵    | لوسی هانا                     | زن    | ۱۶ ژوئیه ۱۸۷۵     | ۲۱ مارس ۱۹۹۳    | ۱۱۷ سال، ۲۴۸ روز | ایالات متحده آمریکا    |
| ۶    | ماری-لویی میلر                | زن    | ۲۹ اوت ۱۸۸۰       | ۱۶ آوریل ۱۹۹۸   | ۱۱۷ سال، ۲۳۰ روز | کانادا                 |
| ۷    | ویولت براون                   | زن    | ۱۰ مارس ۱۹۰۰      | ۱۵ سپتامبر ۲۰۱۷ | ۱۱۷ سال، ۱۸۹ روز | جامائیکا               |
| ۸    | اما مورانو                    | زن    | ۲۹ نوامبر ۱۸۹۹[o] | ۱۵ آوریل ۲۰۱۷   | ۱۱۷ سال، ۱۳۷ روز | ایتالیا                |
| ۹    | چیو میاکو                     | زن    | ۲ مه ۱۹۰۱         | ۲۲ ژوئیه ۲۰۱۸   | ۱۱۷ سال، ۸۱ روز  | ژاپن                   |
| ۱۰   | میسائو اوکاوا                 | زن    | ۵ مارس ۱۸۹۸       | ۱ آوریل ۲۰۱۵    | ۱۱۷ سال، ۲۷ روز  | ژاپن                   |
| ۱۱   | ماریا کاپوویلا                | زن    | ۱۴ سپتامبر ۱۸۸۹   | ۲۷ اوت ۲۰۰۶     | ۱۱۶ سال، ۳۴۷ روز | اکوادور                |
| ۱۲   | سوزانا موشات جونز             | زن    | ۶ ژوئیه ۱۸۹۹      | ۱۲ مه ۲۰۱۶      | ۱۱۶ سال، ۳۱۱ روز | ایالات متحده آمریکا    |
| ۱۳   | لوسیل راندون                  | زن    | ۱۱ فوریه ۱۹۰۴     | ۱۷ ژانویه ۲۰۲۳  | ۱۲۱ سال، ۱۸۳ روز | فرانسه                 |
| ۱۴   | گرترود ویور                   | زن    | ۴ ژوئیه ۱۸۹۸      | ۶ آوریل ۲۰۱۵    | ۱۱۶ سال، ۲۷۶ روز | ایالات متحده آمریکا    |
| ۱۵   | تانه ایکایی                   | زن    | ۱۸ ژانویه ۱۸۷۹    | ۱۲ ژوئیه ۱۹۹۵   | ۱۱۶ سال، ۱۷۵ روز | ژاپن                   |
| ۱۶   | الیزابت بولدن                 | زن    | ۱۵ اوت ۱۸۹۰       | ۱۱ دسامبر ۲۰۰۶  | ۱۱۶ سال، ۱۱۸ روز | ایالات متحده آمریکا    |
| ۱۷   | بس کوپر                       | زن    | ۲۶ اوت ۱۸۹۶       | ۴ دسامبر ۲۰۱۲   | ۱۱۶ سال، ۱۰۰ روز | ایالات متحده آمریکا    |
| ۱۸   | ماریا جوزپا روبوچی            | زن    | ۲۰ مارس ۱۹۰۳      | ۱۸ ژوئن ۲۰۱۹    | ۱۱۶ سال، ۹۰ روز  | ایتالیا                |
| ۱۹   | جیروئمون کیمورا               | مرد   | ۱۹ آوریل ۱۸۹۷     | ۱۲ ژوئن ۲۰۱۳    | ۱۱۶ سال، ۵۴ روز  | ژاپن                   |
| ۲۰   | آنا ماریا ولا روبیو           | زن    | ۲۹ اکتبر ۱۹۰۱     | ۱۵ دسامبر ۲۰۱۷  | ۱۱۶ سال، ۴۷ روز  | اسپانیا                |
| ۲۱   | جوزپینا پرویتو                | زن    | ۳۰ مه ۱۹۰۲        | ۶ ژوئیه ۲۰۱۸    | ۱۱۶ سال، ۳۷روز   | ایتالیا                |
| ۲۲   | جرالین تالی                   | زن    | ۲۳ مه ۱۸۹۹        | ۱۷ ژوئن ۲۰۱۵    | ۱۱۶ سال، ۲۵ روز  | ایالات متحده آمریکا    |
| ۲۳   | مگی بارنس                     | زن    | ۶ مارس ۱۸۸۲       | ۱۹ ژانویه ۱۹۹۸  | ۱۱۵ سال، ۳۱۹ روز | ایالات متحده آمریکا    |
| ۲۴   | دینا مانفردینی                | زن    | ۴ آوریل ۱۸۹۷      | ۱۷ دسامبر ۲۰۱۲  | ۱۱۵ سال، ۲۵۷ روز | ایالات متحده آمریکا[a] |
| ۲۵   | کریستین مورتنسن               | مرد   | ۱۶ اوت ۱۸۸۲       | ۲۵ آوریل ۱۹۹۸   | ۱۱۵ سال، ۲۵۲ روز | ایالات متحده آمریکا[b] |
| ۲۶   | شارلون هیوز                   | زن    | ۱ اوت ۱۸۷۷        | ۱۷ مارس ۱۹۹۳    | ۱۱۵ سال، ۲۲۸ روز | بریتانیا               |
| ۲۷   | ادنا پارکر                    | زن    | ۲۰ آوریل ۱۸۹۳     | ۲۶ نوامبر ۲۰۰۸  | ۱۱۵ سال، ۲۲۰ روز | ایالات متحده آمریکا    |
| ۲۸   | ماری آن رودس                  | زن    | ۱۲ اوت ۱۸۸۲       | ۳ مارس ۱۹۹۸     | ۱۱۵ سال، ۲۰۳ روز | کانادا                 |
| ۲۹   | ناشناسی از توکیو              | زن    | ۱۵ مارس ۱۹۰۰      | ۲۷ سپتامبر ۲۰۱۵ | ۱۱۵ سال، ۱۹۶ روز | ژاپن                   |
| ۳۰   | مارگارت اسکیته                | زن    | ۲۷ اکتبر ۱۸۷۸     | ۷ مه ۱۹۹۴       | ۱۱۵ سال، ۱۹۲ روز | ایالات متحده آمریکا    |
| ۳۱   | برنیس مادیگان                 | زن    | ۲۴ ژوئیه ۱۸۹۹     | ۳ ژانویه ۲۰۱۵   | ۱۱۵ سال، ۱۶۳ روز | ایالات متحده آمریکا    |
| ۳۲   | گرترود باینس                  | زن    | ۶ آوریل ۱۸۹۴      | ۱۱ سپتامبر ۲۰۰۹ | ۱۱۵ سال، ۱۵۸ روز | ایالات متحده آمریکا    |
| ۳۳   | امیلیانو مرکادو دل تورو       | مرد   | ۲۱ اوت ۱۸۹۱       | ۲۴ ژانویه ۲۰۰۷  | ۱۱۵ سال، ۱۵۶ روز | پورتوریکو              |
| ۳۴   | بتی ویلسون                    | زن    | ۱۳ سپتامبر ۱۸۹۰   | ۱۳ فوریه ۲۰۰۶   | ۱۱۵ سال، ۱۵۳ روز | ایالات متحده آمریکا    |
| ۳۵   | ماکوتو ماتسوشیتا              | زن    | ۳۰ مارس ۱۹۰۴      | ۲۷ اوت ۲۰۱۹     | ۱۱۵ سال، ۱۵۰ روز | ژاپن                   |
| ۳۶   | جولی وینفرد برتراند           | زن    | ۱۶ سپتامبر ۱۸۹۱   | ۱۸ ژانویه ۲۰۰۷  | ۱۱۵ سال، ۱۲۴ روز | کانادا                 |
| ۳۷   | ماریا دو جیزس                 | زن    | ۱۰ سپتامبر ۱۸۹۳   | ۲ ژانویه ۲۰۰۹   | ۱۱۵ سال، ۱۱۴ روز | پرتغال                 |
| ۳۸   | ماری جوزفین گودت              | زن    | ۲۵ مارس ۱۹۰۲      | ۱۳ ژوئیه ۲۰۱۷   | ۱۱۵ سال، ۱۱۰ روز | ایتالیا[c]             |
| ۳۹   | سوزی گیبسون                   | زن    | ۳۱ اکتبر ۱۸۹۰     | ۱۶ فوریه ۲۰۰۶   | ۱۱۵ سال، ۱۰۸ روز | ایالات متحده آمریکا    |
| ۴۰   | آگوستا هولتس                  | زن    | ۳ اوت ۱۸۷۱        | ۲۱ اکتبر ۱۹۸۶   | ۱۱۵ سال، ۷۹ روز  | ایالات متحده آمریکا[d] |
| ۴۱   | هندریکیه فان آندل-شیپر        | زن    | ۲۹ ژوئن ۱۸۹۰      | ۳۰ اوت ۲۰۰۵     | ۱۱۵ سال، ۶۲ روز  | هلند                   |
| ۴۲   | ماوده فاریس-لوس               | زن    | ۲۱ ژانویه ۱۸۸۷    | ۱۸ مارس ۲۰۰۲    | ۱۱۵ سال، ۵۶ روز  | ایالات متحده آمریکا    |
| ۴۳   | ماری برمون                    | زن    | ۲۵ آوریل ۱۸۸۶     | ۶ ژوئن ۲۰۰۱     | ۱۱۵ سال، ۴۲ روز  | فرانسه                 |
| ۴۴   | کوتو اوکوبو                   | زن    | ۲۴ دسامبر ۱۸۹۷    | ۱۲ ژانویه ۲۰۱۳  | ۱۱۵ سال، ۱۹ روز  | ژاپن                   |
| ۴۵   | آنتونیا گرنا ریورا            | زن    | ۱۹ مه ۱۹۰۰        | ۲ ژوئن ۲۰۱۵     | ۱۱۵ سال، ۱۴ روز  | ایالات متحده آمریکا[e] |
| ۴۶   | چیونو هاسگاوا                 | زن    | ۲۰ نوامبر ۱۸۹۶    | ۲ دسامبر ۲۰۱۱   | ۱۱۵ سال، ۱۲ روز  | ژاپن                   |
| ۴۷   | آنی جنینگز                    | زن    | ۱۲ نوامبر ۱۸۸۴    | ۲۰ نوامبر ۱۹۹۹  | ۱۱۵ سال، ۸ روز   | پادشاهی متحد بریتانیا  |
| ۴۸   | اوا موریس                     | زن    | ۸ نوامبر ۱۸۸۵     | ۲ نوامبر ۲۰۰۰   | ۱۱۴ سال، ۳۶۰ روز | پادشاهی متحد بریتانیا  |
| ۴۹   | کاما چینن                     | زن    | ۱۰ مه ۱۸۹۵        | ۲ مه ۲۰۱۰       | ۱۱۴ سال، ۳۵۷ روز | ژاپن                   |
| ۵۰   | ماریا گومز والنتیم            | زن    | ۹ ژوئیه ۱۸۹۶      | ۲۱ ژوئن ۲۰۱۱    | ۱۱۴ سال، ۳۴۷ روز | برزیل                  |
| ۵۱   | مری بیدول                     | زن    | ۱۹ مه ۱۸۸۱        | ۲۵ آوریل ۱۹۹۶   | ۱۱۴ سال، ۳۴۲ روز | ایالات متحده آمریکا    |
| ۵۲   | مری جوزفین ری                 | زن    | ۱۷ مه ۱۸۹۵        | ۷ مارس ۲۰۱۰     | ۱۱۴ سال، ۲۹۴ روز | ایالات متحده آمریکا[f] |
| ۵۳   | گلدی استاینبرگ                | زن    | ۳۰ اکتبر ۱۹۰۰     | ۱۶ اوت ۲۰۱۵     | ۱۱۴ سال، ۲۹۰ روز | ایالات متحده آمریکا[g] |
| ۵۴   | کیاکو ایشیگورو                | زن    | ۴ مارس ۱۹۰۱       | ۵ دسامبر ۲۰۱۵   | ۱۱۴ سال، ۲۷۶ روز | ژاپن                   |
| ۵۵   | ماریا دو کوتو مایا-لوپز       | زن    | ۲۴ اکتبر ۱۸۹۰     | ۲۵ ژوئیه ۲۰۰۵   | ۱۱۴ سال، ۲۷۴ روز | پرتغال                 |
| ۵۵   | ادوکسی بابول                  | زن    | ۱ اکتبر ۱۹۰۱      | ۱ ژوئیه ۲۰۱۶    | ۱۱۴ سال، ۲۷۴ روز | فرانسه (گویان فرانسه)  |
| ۵۷   | رامونا ترینیداد ایگلسیاس-جردن | زن    | ۳۱ اوت ۱۸۸۹       | ۲۹ مه ۲۰۰۴      | ۱۱۴ سال، ۲۷۲ روز | پورتوریکو              |
| ۵۸   | یوکیه هینو                    | زن    | ۱۷ آوریل ۱۹۰۲     | ۱۳ ژانویه ۲۰۱۷  | ۱۱۴ سال، ۲۷۱ روز | ژاپن                   |
| ۵۹   | اوژنی بلانشار                 | زن    | ۱۶ فوریه ۱۸۹۶     | ۴ نوامبر ۲۰۱۰   | ۱۱۴ سال، ۲۶۱ روز | فرانسه (سن بارتلمی)    |
| ۶۰   | ونره پیتسیناتو-پاپو           | زن    | ۲۳ نوامبر ۱۸۹۶    | ۲ اوت ۲۰۱۱      | ۱۱۴ سال، ۲۵۲ روز | ایتالیا[h]             |
| ۶۱   | نوا موریس                     | زن    | ۳ اوت ۱۸۹۵        | ۶ آوریل ۲۰۱۰    | ۱۱۴ سال، ۲۴۶ روز | ایالات متحده آمریکا    |
| ۶۲   | هاید اوهیرا                   | زن    | ۱۵ سپتامبر ۱۸۸۰   | ۹ مه ۱۹۹۵       | ۱۱۴ سال، ۲۳۶ روز | ژاپن                   |
| ۶۳   | بلانچ کوب                     | زن    | ۸ سپتامبر ۱۹۰۰    | ۱ مه ۲۰۱۵       | ۱۱۴ سال، ۲۳۵ روز | ایالات متحده آمریکا    |
| ۶۴   | اتل لانگ                      | زن    | ۲۷ مه ۱۹۰۰        | ۱۵ ژانویه ۲۰۱۵  | ۱۱۴ سال، ۲۳۳ روز | پادشاهی متحد بریتانیا  |
| ۶۵   | متیو بیرد                     | مرد   | ۹ ژوئیه ۱۸۷۰      | ۱۶ فوریه ۱۹۸۵   | ۱۱۴ سال، ۲۲۲ روز | ایالات متحده آمریکا    |
| ۶۶   | یون میناگاوا                  | زن    | ۴ ژانویه ۱۸۹۳     | ۱۳ اوت ۲۰۰۷     | ۱۱۴ سال، ۲۲۱ روز | ژاپن                   |
| ۶۷   | ماریا آنتونیا کاسترو          | زن    | ۱۰ ژوئن ۱۸۸۱      | ۱۶ ژانویه ۱۹۹۶  | ۱۱۴ سال، ۲۲۰ روز | اسپانیا                |
| ۶۸   | اورا کویاما                   | زن    | ۳۰ اوت ۱۸۹۰       | ۵ آوریل ۲۰۰۵    | ۱۱۴ سال، ۲۱۸ روز | ژاپن                   |
| ۶۸   | کری لازنبای                   | زن    | ۹ فوریه ۱۸۸۲      | ۱۴ سپتامبر ۱۹۹۶ | ۱۱۴ سال، ۲۱۸ روز | ایالات متحده آمریکا    |
| ۷۰   | میرتل دورسی                   | زن    | ۲۲ نوامبر ۱۸۸۵    | ۲۵ ژوئن ۲۰۰۰    | ۱۱۴ سال، ۲۱۶ روز | ایالات متحده آمریکا    |
| ۷۱   | ژان بات                       | زن    | ۱۴ ژانویه ۱۹۰۵    | زنده            | ۱۲۰ سال، ۲۱۱ روز | فرانسه                 |
| ۷۲   | آنا الیزا ویلیامز             | زن    | ۲ ژوئن ۱۸۷۳       | ۲۷ دسامبر ۱۹۸۷  | ۱۱۴ سال، ۲۰۸ روز | پادشاهی متحد بریتانیا  |
| ۷۳   | والتر بروینینگ                | مرد   | ۲۱ سپتامبر ۱۸۹۶   | ۱۴ آوریل ۲۰۱۱   | ۱۱۴ سال، ۲۰۵ روز | ایالات متحده آمریکا    |
| ۷۴   | اونیس سابرن                   | زن    | ۲۰ ژوئیه ۱۸۹۶     | ۳۱ ژانویه ۲۰۱۱  | ۱۱۴ سال، ۱۹۵ روز | ایالات متحده آمریکا    |
| ۷۵   | گریس کلاوسون                  | زن    | ۱۵ نوامبر ۱۸۸۷    | ۲۸ مه ۲۰۰۲      | ۱۱۴ سال، ۱۹۴ روز | ایالات متحده آمریکا[i] |
| ۷۶   | میتسوبیشی تویودا              | زن    | ۱۵ فوریه ۱۹۰۲     | ۲۵ اوت ۲۰۱۶     | ۱۱۴ سال، ۱۹۲ روز | ژاپن                   |
| ۷۷   | شیگیو ناکاچی                  | زن    | ۱ فوریه ۱۹۰۵      | زنده            | ۱۲۰ سال، ۱۹۳ روز | ژاپن                   |
| ۷۸   | یوکیچی چوگانجی                | مرد   | ۲۳ مارس ۱۸۸۹      | ۲۸ سپتامبر ۲۰۰۳ | ۱۱۴ سال، ۱۸۹ روز | ژاپن                   |
| ۷۹   | کاما ناکامورا                 | زن    | ۸ مارس ۱۸۹۸       | ۱۲ سپتامبر ۲۰۱۲ | ۱۱۴ سال، ۱۸۸ روز | ژاپن                   |
| ۸۰   | لیدی ولارد                    | زن    | ۱۸ مارس ۱۸۷۵      | ۱۷ سپتامبر ۱۹۸۹ | ۱۱۴ سال، ۱۸۳ روز | فرانسه                 |
| ۸۰   | ویلهلمینا کوت                 | زن    | ۷ مارس ۱۸۸۰       | ۶ سپتامبر ۱۹۹۴  | ۱۱۴ سال، ۱۸۳ روز | ایالات متحده آمریکا    |
| ۸۰   | آدلینا دومینگز                | زن    | ۱۹ فوریه ۱۸۸۸     | ۲۱ اوت ۲۰۰۲     | ۱۱۴ سال، ۱۸۳ روز | ایالات متحده آمریکا[j] |
| ۸۳   | میتویو کاواته                 | زن    | ۱۵ مه ۱۸۸۹        | ۱۳ نوامبر ۲۰۰۳  | ۱۱۴ سال، ۱۸۲ روز | ژاپن                   |
| ۸۴   | شارلوت بنکر                   | زن    | ۱۶ نوامبر ۱۸۸۹    | ۱۴ مه ۲۰۰۴      | ۱۱۴ سال، ۱۸۰ روز | ایالات متحده آمریکا[k] |
| ۸۴   | کامیل لوییسیو                 | زن    | ۱۳ فوریه ۱۸۹۲     | ۱۲ اوت ۲۰۰۶     | ۱۱۴ سال، ۱۸۰ روز | فرانسه                 |
| ۸۶   | آن پریموت                     | زن    | ۵ اکتبر ۱۸۹۰      | ۲۶ مارس ۲۰۰۵    | ۱۱۴ سال، ۱۷۲ روز | فرانسه[l]              |
| ۸۷   | اتی مایه گرین                 | زن    | ۸ سپتامبر ۱۸۷۷    | ۲۶ فوریه ۱۹۹۲   | ۱۱۴ سال، ۱۷۱ روز | ایالات متحده آمریکا    |
| ۸۸   | دومینگا ولاسکو                | زن    | ۱۲ مه ۱۹۰۱        | ۱۱ اکتبر ۲۰۱۵   | ۱۱۴ سال، ۱۵۲ روز | ایالات متحده آمریکا[m] |
| ۸۹   | توشی یوریموتسو                | زن    | ۳۰ سپتامبر ۱۹۰۱   | ۲۸ فوریه ۲۰۱۶   | ۱۱۴ سال، ۱۵۱ روز | ژاپن                   |
| ۹۰   | ایرن فرانک                    | زن    | ۱ اکتبر ۱۸۸۱      | ۲۸ فوریه ۱۹۹۶   | ۱۱۴ سال، ۱۵۰ روز | ایالات متحده آمریکا    |
| ۹۱   | کریستینا کاک                  | زن    | ۲۵ دسامبر ۱۸۸۷    | ۲۲ مه ۲۰۰۲      | ۱۱۴ سال، ۱۴۸ روز | استرالیا[n]            |
| ۹۲   | اولیویا پاتریشیا توماس        | زن    | ۲۹ ژوئن ۱۸۹۵      | ۱۶ نوامبر ۲۰۰۹  | ۱۱۴ سال، ۱۴۰ روز | ایالات متحده آمریکا    |
| ۹۳   | آنا هندرسون                   | زن    | ۵ مارس ۱۹۰۰       | ۱ ژوئیه ۲۰۱۴    | ۱۱۴ سال، ۱۱۸ روز | ایالات متحده آمریکا    |
| ۹۴   | اما ورونا جانستون             | زن    | ۶ اوت ۱۸۹۰        | ۱ دسامبر ۲۰۰۴   | ۱۱۴ سال، ۱۱۷ روز | ایالات متحده آمریکا    |
| ۹۴   | مامی ریردن                    | زن    | ۷ سپتامبر ۱۸۹۸    | ۲ ژانویه ۲۰۱۳   | ۱۱۴ سال، ۱۱۷ روز | ایالات متحده آمریکا    |
| ۹۶   | بتی چتمون                     | زن    | ۳۰ آوریل ۱۸۸۴     | ۱۶ اوت ۱۹۹۸     | ۱۱۴ سال، ۱۰۸ روز | ایالات متحده آمریکا    |
| ۹۷   | اودی متیوس                    | زن    | ۲۸ دسامبر ۱۸۷۸    | ۱۴ آوریل ۱۹۹۳   | ۱۱۴ سال، ۱۰۷ روز | ایالات متحده آمریکا    |
| ۹۸   | چیو شیرائیشی                  | زن    | ۶ اوت ۱۸۹۵        | ۱۹ نوامبر ۲۰۰۹  | ۱۱۴ سال، ۱۰۵ روز | ژاپن                   |
| ۹۹   | آسا تاکی                      | زن    | ۲۸ آوریل ۱۸۸۴     | ۳۱ ژوئیه ۱۹۹۸   | ۱۱۴ سال، ۹۴ روز  | ژاپن                   |
| ۱۰۰  | فلورنس کناپ                   | زن    | ۱۰ اکتبر ۱۸۷۳     | ۱۱ ژانویه ۱۹۸۸  | ۱۱۴ سال، ۹۳ روز  | ایالات متحده آمریکا    |
| ۱۰۰  | یوکیچی                        | مرد   | ۱۸ اگوست ۱۹۱۸     | ۱۶ ژانویه ۲۰۲۰  | ۱۰۷سال ۲۰۰روز    | ژاپن                   |

a^  مانفردینی زادهٔ ایتالیا است.

b^  مورتنسن زادهٔ دانمارک است.

c^  گودت زادهٔ ایالات متحده آمریکا است.

d^  هولتس زادهٔ امپراتوری آلمان است؛ زادگاه او اکنون در لهستان است.

e^  گرنا زادهٔ پورتوریکو است.

f^  ری زادهٔ کانادا است.

g^  استاینبرگ زادهٔ کیشیناو است، که در آن زمان جزوی از امپراتوری روسیه بود ولی اکنون پایتخت مولداوی است.

h^  پیتسیناتو-پاپو زادهٔ الا، ترنتتینو است، که در آن زمان جزو اتریش-مجارستان بوده‌است، ولی اکنون در ایتالیا قرار دارد.

i^ کلاوسون زادهٔ پادشاهی متحد بریتانیا است.

j^  دومینگز زادهٔ کیپ ورد است که در آن زمان جزوی از کیپ ورد پرتغال بوده‌است.

k^  بنکر زادهٔ آلمان است.

l^  پریمو زادهٔ الجزایر فرانسه است که اکنون الجزایر است.

m^  ولاسکو زادهٔ مکزیک است.

n^  کاک زاده مستعمرهٔ پیشین بریتانیا، ویکتوریا است که اکنون جزوی از استرالیا است.

o^  تاریخ مندرج تاریخی است که به‌وسیلهٔ رکوردهای جهانی گینس تأیید شده‌است؛ هرچند که برخی از منابع و خود مورانو در برخی از موارد تولد مورانو را ۲۷ نوامبر ۱۸۹۹، اعلام کرده‌اند که او را دو روز پیرتر می‌کند.